# Juninho Fonseca
Pour les articles homonymes, voir Juninho (homonymie).
Alcides Fonseca Júnior, plus connu sous le nom de Juninho Fonseca ou encore tout simplement de Juninho (né le 29 août 1958 à Olímpia dans l'État de São Paulo), est un joueur de football international brésilien qui évoluait au poste de défenseur, avant de devenir ensuite entraîneur.

## Biographie

### Carrière de joueur

#### Carrière en club
Au cours de sa carrière en club, il dispute plus de 100 matchs en première division brésilienne.

#### Carrière en équipe nationale
Avec les moins de 20 ans, il participe à la Coupe du monde des moins de 20 ans 1977 organisée en Tunisie. Lors du mondial junior, il joue cinq matchs. Le Brésil se classe troisième de la compétition en battant l'Uruguay lors de la petite finale.
Il reçoit quatre sélections en équipe du Brésil, sans inscrire de but, entre 1980 et 1981.
Il figure dans le groupe des sélectionnés lors de la Coupe du monde de 1982. Lors du mondial organisé en Espagne, il ne joue aucun match.

## Palmarès

### Palmarès de joueur
| Corinthians - Championnat de São Paulo (1) : - Champion : 1983. |  | Vasco da Gama - Coupe Guanabara (1) : - Champion : 1986. |  | Cruzeiro - Championnat du Minas Gerais (1) : - Champion : 1987. |

| Paranaense - Championnat du Paraná (1) : - Champion : 1988. |  | São José - Championnat du Brésil D2 : - Vice-champion : 1989. - Championnat de São Paulo : - Vice-champion : 1989. |  | Yomiuri Club - Championnat du Japon (1) : - Champion : 1991-92. - Coupe du Japon : - Finaliste : 1991 et 1992. - Coupe de la Ligue du Japon (2) : - Vainqueur : 1991 et 1992. |

### Palmarès d'entraîneur
Mogi Mirim
- Championnat de São Paulo D2 (1) :
  - Champion : 2000.